# رقص قزبگوری
رقص قزبگوری (به گرجی: ყაზბეგური) از جمله رقص‌های فولکلوریک اهالی گرجستان است.نام قزبگوری مربوط به کوهستانهای شمالی گرجستان است.این رقص فقط توسط مردان اجرا می‌شود و نشانگر استقامت و تحمل مردان کوهستان است. 

## نگارخانه

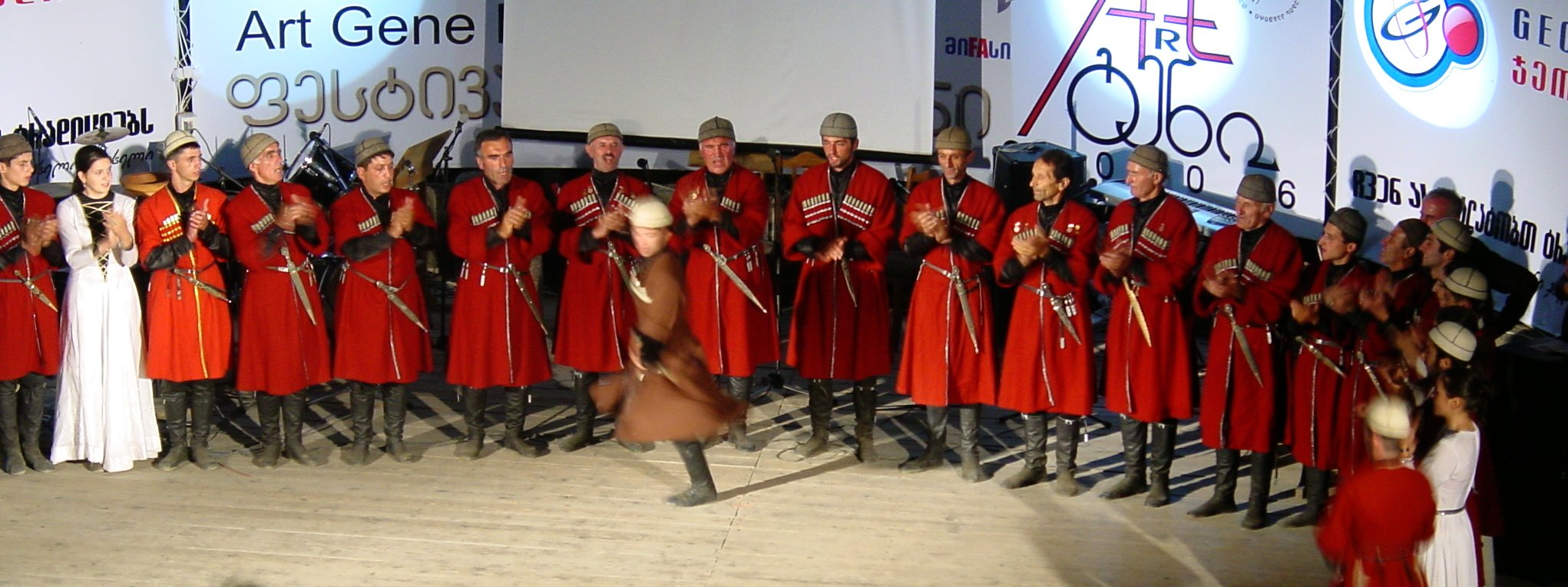
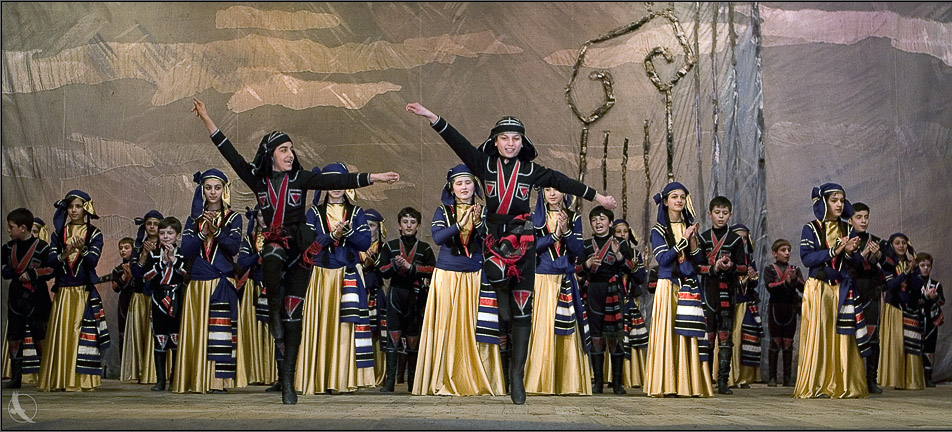
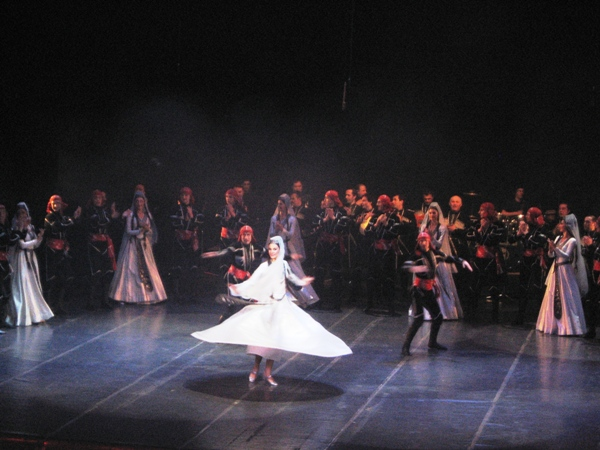
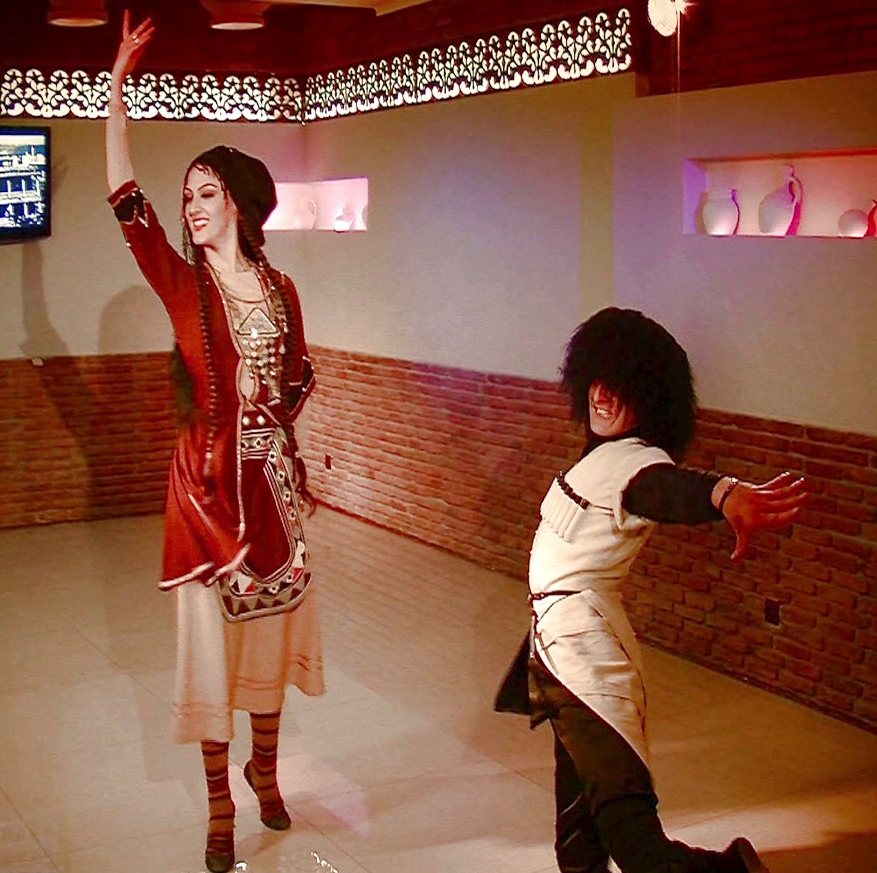